# Карачаровский механический завод

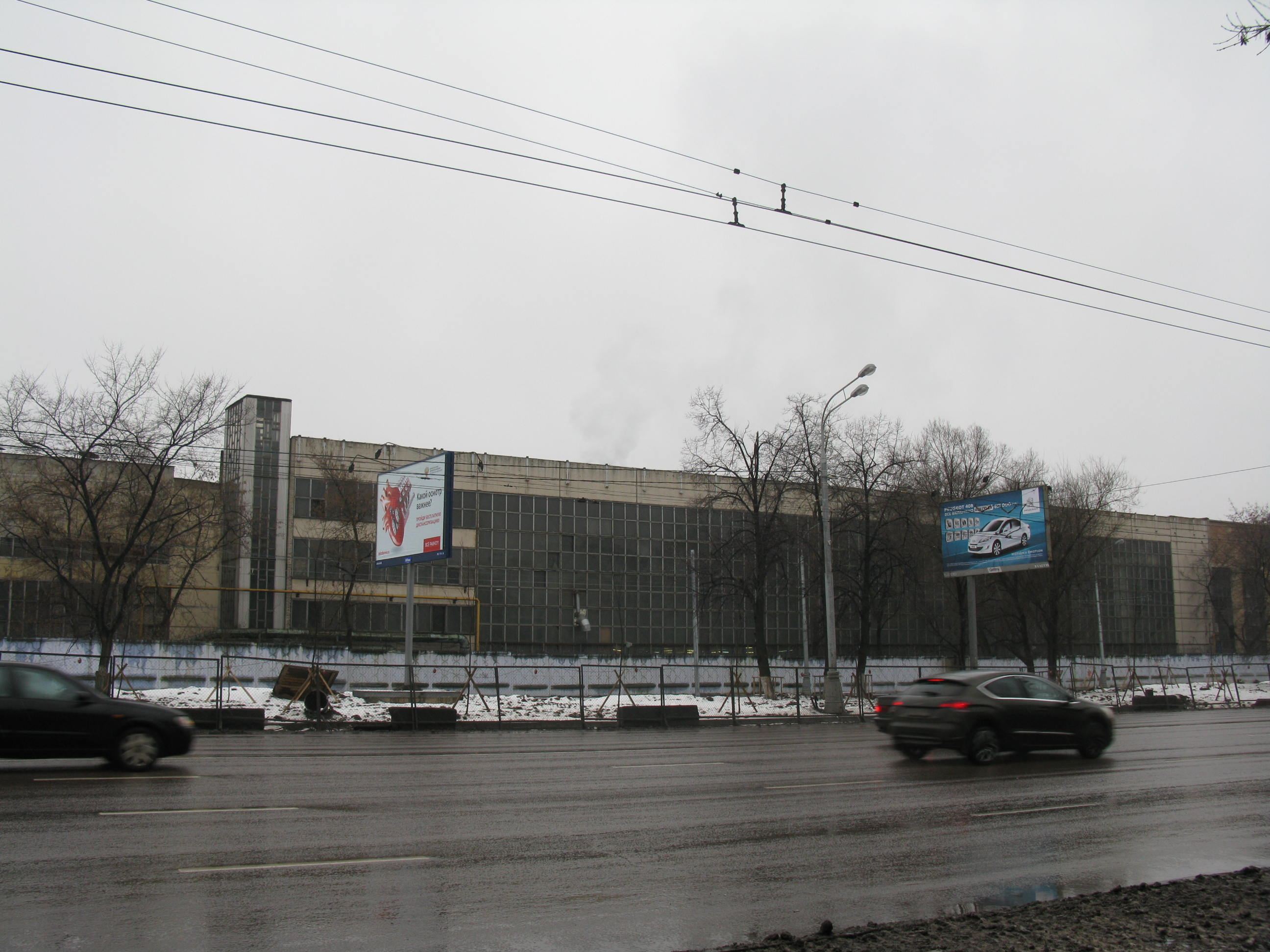
Здание цеха № 30 Карачаровского механического завода на Рязанском проспекте. Снесено в начале 2020-х годов, ведётся строительство второй очереди ЖК «Бисайд».

ООО «РУ Карача́ровский механи́ческий заво́д» (КМЗ) — флагман российского лифтостроения. Компания осуществляет полный цикл производства: проектирование, производство, монтаж, сервисное обслуживание, демонтаж. Предприятие располагается в Нижегородском районе Москвы.

## История
В 1948 году было принято решение о выделении обширной территории на окраине подмосковного села Карачарово под мастерские для поставки металлоконструкций для строящегося высотного здания МГУ и в дальнейшем для всесоюзной строительной кампании. Первые лифты Московского Университета и шпиль со звездой на Главном здании МГУ созданы именно в этих мастерских.
В 1950 год организация официально стала называться «Карачаровским механическим заводом».

## Собственники
В 2024 году компания перешла в АО «Инвест проект», принадлежащее структуре Правительства Москвы.

## Инфраструктура
Жилые дома для рабочих завода строились к северу от нынешнего Рязанского проспекта ещё в составе города Перово, позже вошедшем в черту города Москвы.
На территории завода было построено как минимум 12 цехов, открыта поликлиника, построены бассейн, стадион, дом культуры.

## Выпускавшаяся продукция
В разные периоды завод выпускал самую разнообразную строительную технику и механизмы: бетоноукладчики, телескопические вышки, землеройно-фрезерные машины, растворовозы, плитоподъёмники, грузопассажирские канатные и реечные подъёмники, башенные краны.
Для декоративного оформления берегов и шлюзов строящегося Волго-Донского канала заводом отливались скульптуры, орнаменты и барельефы.
Металлоконструкции из стали и алюминия, изготовленные на заводе, использовались при строительстве и отделке таких уникальных зданий, как: Кремлёвский дворец съездов, Останкинский телецентр, цирк на проспекте Вернадского, кинотеатры «Пушкинский», «Октябрь», «Мир», Третьяковская галерея, мемориал на Поклонной горе, чаша для олимпийского огня, установленная на стадионе «Лужники» к Олимпиаде-80.
В 1957 году на заводе началось серийное изготовление лифтов. С тех пор лифты занимают главное место и являются визитной карточкой завода.

## Постсоветская история
Экономические проблемы 1990-х годов не обошли и «Карачаровский механический завод», однако он продолжал оставаться лидером российского лифтостроения. Производственная мощность завода — свыше 6 000 лифтов в год.
В номенклатуре предприятия насчитывается более ста моделей лифтов различной грузоподъемности (от 100 до 5000 кг), скорости (от 0,71 до 2,5 м/сек). При этом предлагается не только широкий спектр моделей лифтов, но и полный комплекс услуг, связанных с сервисом — от проектирования и изготовления оборудования до его монтажа и технического обслуживания.
Лифты ООО "РУ «Карачаровский механический завод» поставляются по всей России, в страны СНГ, а также в страны дальнего зарубежья.
Исторически завод являлся основным поставщиком лифтов для строителей Москвы — практически в каждом жилом микрорайоне установлены лифты производства КМЗ. Кроме этого, они есть и в Храме Христа Спасителя, и в мемориале на Поклонной горе.
Каждый 5 лифт в Москве — это лифтовое оборудование КМЗ.
В 2019 году предприятие первым и единственным в РФ получило сертификат соответствия обновленному ГОСТ 33984.1-2016, максимально гармонизированному со стандартами безопасности лифтового оборудования, выпускаемого в Евразийском экономическом союзе, и европейским стандартом EN 81-20:2014.
В 2020 году предприятие было включено Министерством промышленности и торговли Российской Федерации в перечень системообразующих организаций отрасли тяжелого машиностроения. В сентябре того же года, К 873-летию столицы предприятие выпустило 270-тысячный лифт, установив рекорд среди лифтостроительных заводов России.
В 2024 году компания стала двукратным победителем конкурса «Лучшее в лифтостроении» в рамках Международной выставки «Лифт Экспо. Москва». Завод получил награду в номинациях «Лучший лифт. Лучшее решение при замене для программ капитального ремонта многоквартирных домов» и «Приз зрительских симпатий» по оценке гостей и посетителей выставки.

## Новая эпоха КМЗ
22 мая 2024 г состоялся открытый аукцион. По его итогам был заключен договор купли-продажи имущественного комплекс ПАО «Карачаровский механический завод» с переходом в АО «Инвест проект», принадлежащее Правительству Москвы.
Планируется увеличение объемов производства, расширение ассортимент выпускаемой продукции, создание новых рабочих мест, улучшение условий труда коллектива предприятия. На базе завода планируется создание промышленного кластера
2